# دليل موجة
دليل الموجة (أو الدليل الموجي) مصطلح في الفيزياء، البصريات، الإتصالات اللاسلكية، قائد الموجة أو مرشد الموجه هو تشكيل من انابيب معدنية يمكنه احتواء موجات كهرومغناطيسية بين طرفيه . يحدد ويقود التشكيل انتشار الموجة وهو يستخدم على الأخص في حمل ونقل موجات الراديو.
.
يستعمل قائد الموجة في نقل إشارات الاتصالات في نطاق ترددات الميكروويف وهو يوصل إلى هوائي جهاز الإرسال أو جهاز الاستقبال . كذلك يستخدم قائد الموجة في أفران الميكروويف ، وفي أجهزة الرادار وفي اتصالات الأقمار الصناعية ، وفي اتصالات راديو الميكروويف.
ويمكن تخيل أن الموجات الكهرومغناطيسية وقد تكون ضوءا تنتشر في دليل للموجة على هيئة أنبوب معدني. فتتقدم الموجة وتنعكس على الجدار الداخلى لأنبوب الدليل انعكاسا كليا مرات ومرات في شكل زجزاجي حتى تصل إلى الطرف الآخر من الأنبوب وتخرج منه من دون أن تفقد طاقتها.

قائد موجة تنعكس بداخله الموجات الكهرومغناطيسية وتزداد قوة.

ويختلف طول قائد الموجة باختلاف طول موجة الشعاع، فإذا كانت الموجة ذات موجة طويلة يُستعمل أيضا قائدا للموجة طويلا.

## تطبيقات
يمكن استخدام دليل الموجة مع مدي واسع للموجات الكهرومغناطيسية، ولكنه يستخدم بكثرة في توجيه الموجات القصيرة جدا (ميكروويف) والضوء. وهو يستخدم في نقل الطاقة والإشارات وعادة للمسافات القصيرة. وكانت معامل شركة بل تعمل في هذا المجال خلال السبعينيات وقامت ببناء أحد تلك مرشدي الموجة بطول عدة أميال بغرض دراسة إمكانية تطبيقه في الاتصالات المدنية، إلا أن التقدم في استخدام الألياف البصرية اضطره للاستغناء عنه.
نظرا للخاصة الموجية للنيوترونات فقد تستخدم ظاهرة الانعكاس الكامل في المرشد الموجي لنقل فيض النيوترونات الخارجة من أحد أنابيب المفاعل النووي للأبحاث بغرض إجراء التجارب العلمية على بعد 30 مترا من المفاعل. وتجري تلك التجارب عند الحاجة إلى مايسمى بالنيوترونات الباردة (أو البطيئة جدا) cold neutrons.

## مبدأ

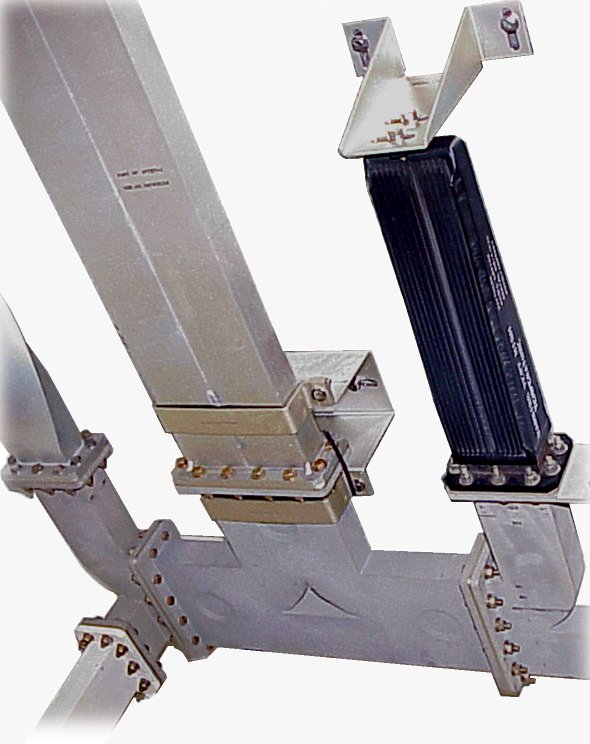
جهاز مزدوج وأدلة موجية مرتبطة به في رادار مراقبة الحركة الجوية

تبعًا للتردد، يمكن إنشاء أدلة الموجة من مواد موصلة أو عازلة. بصورة عامة، كلما انخفض التردد المطلوب تمريره، كان دليل الموجة أكبر. على سبيل المثال، فإن دليل الموجة الطبيعي الذي تشكله الأرض المعطى بالأبعاد المحددة بين الغلاف المتأين الموصل والأرض وكذلك محيط الدائرة على ارتفاع متوسط للأرض يكون رنان عند تردد 7.83 هرتز. يُعرف هذا برنين شومان. من ناحية أخرى، يمكن أن تكون أدلة الأمواج المستخدمة في اتصالات التردد العالي للغاية (إي إيتش إف) أقل من مليمتر في العرض.

## تاريخ
خلال التسعينيات من القرن التاسع عشر، أجرى المنظرون التحليلات الأولى للأمواج الكهرومغناطيسية في القنوات. نحو عام 1893، اشتق جوزيف جون طومسون الأنماط الكهرومغناطيسية داخل تجويف معدني أسطواني. في عام 1897 قام اللورد ريليه بتحليل نهائي للمرشدات الموجية، وحل مسألة القيمة الحدية للموجات الكهرومغناطيسية التي تنتشر من خلال الصمامات الموصلة والقضبان العازلة ذات الشكل الاعتباطي. أوضح ريليه أن الأمواج يمكن أن تسافر دون توهين فقط في أنماط طبيعية محددة مع تعامد إما الحقل الكهربائي (نمط تي إي) أو الحقل المغناطيسي (نمط تي إم)، أو كليهما، مع اتجاه الانتشار. أظهر أيضًا أن لكل نمط تردد قطع لا تنتشر الأمواج عند تردد أقل منه. نظرًا لأن طول موجة القطع لصمام معين يكون من نفس مستوى عرضه، كان من الواضح أن الصمام الموصّل المجوف لا يستطيع حمل أطوال موجية راديوية أكبر بكثير من قطره. في عام 1902، لاحظ آر إيتش ويبر أن الموجات الكهرومغناطيسية تنتقل بسرعة أبطأ في الصمامات بالنسبة لسرعتها في الفضاء الحر، واستنتج السبب أن الأمواج تسير في مسار «متعرج» أثناء انعكاسها عن الجدران.
قبل عشرينيات القرن العشرين، تركز العمل العملي على الموجات الراديوية التي تنتمي إلى الترددات المنخفضة من نهاية الطيف الراديوي، إذ كانت هذه الترددات أفضل للاتصالات بعيدة المدى. كانت هذه الترددات أقل بكثير من الترددات التي يمكن أن تنتشر حتى في أدلة الموجة الكبيرة، لذلك كان هناك القليل من العمل التجريبي على أدلة الموجة خلال هذه الفترة، على الرغم من إجراء بعض التجارب. في محاضرة في 1 يونيو 1894، بعنوان «عمل الهرتز»، أمام الجمعية الملكية، عرض أوليفر لودج إرسال موجات راديو بطول موجة 3 بوصة من فجوة شرر عبر قناة نحاسية أسطوانية قصيرة. في بحثه الرائد عام 1894-1900 حول الأمواج الميكروية، استخدم جاغاديش تشاندرا بوس أنابيب بأطوال قصيرة لتوصيل الأمواج، لذلك ترجع إليه بعض المصادر اختراع دليل الموجة. ولكن، بعد ذلك، انتقل مفهوم الموجات الراديوية التي تُحمل بواسطة صمام أو قناة من المعرفة الهندسية.
خلال عشرينيات القرن العشرين، طُورت أولى المصادر المستمرة للموجات الراديوية عالية التردد: صمام باركهاوزن-كورز، وهو أول مذبذب يستطيع أن ينتج طاقة بترددات يو إيتش إف، والمغناترون مشطور الأنود الذي كان يولد موجات راديو حتى 10 جيجا هرتز في الثلاثينيات من القرن العشرين. جعل هذا من الممكن إجراء أول بحث منهجي حول الموجات الميكروية في الثلاثينيات من القرن العشرين. اكتُشف أن خطوط النقل المستخدمة لنقل الموجات الراديوية ذات التردد المنخفض والخط المتوازي والكابل المحوري لديها خسائر مفرطة في الطاقة عند ترددات الأمواج الميكروية، ما يخلق حاجة إلى طريقة إرسال جديدة.

## معرض صور

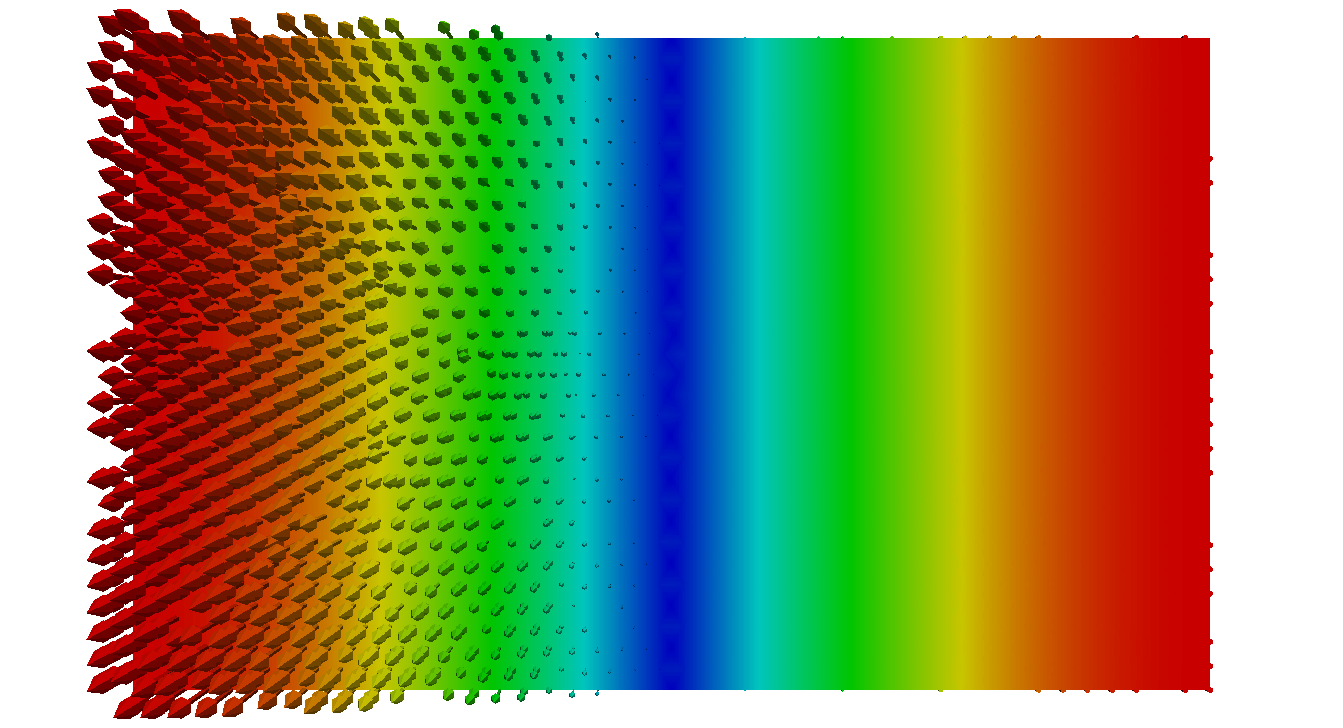
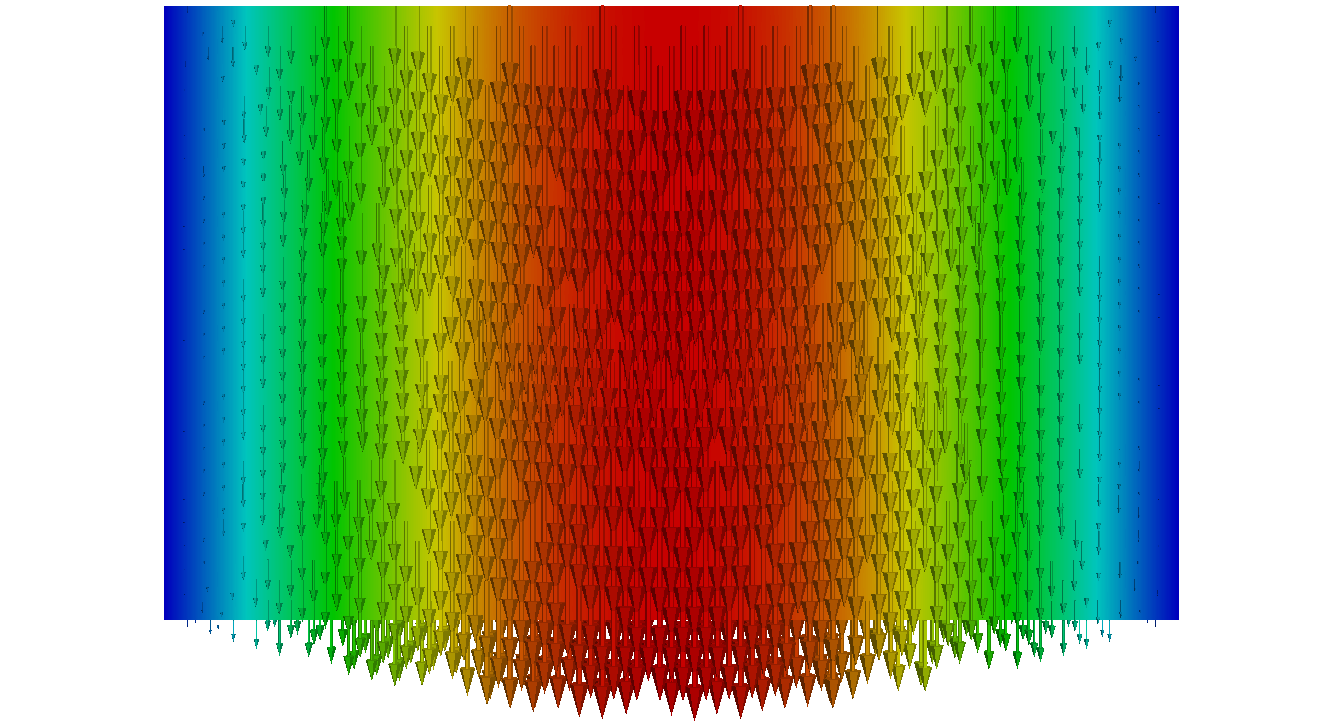
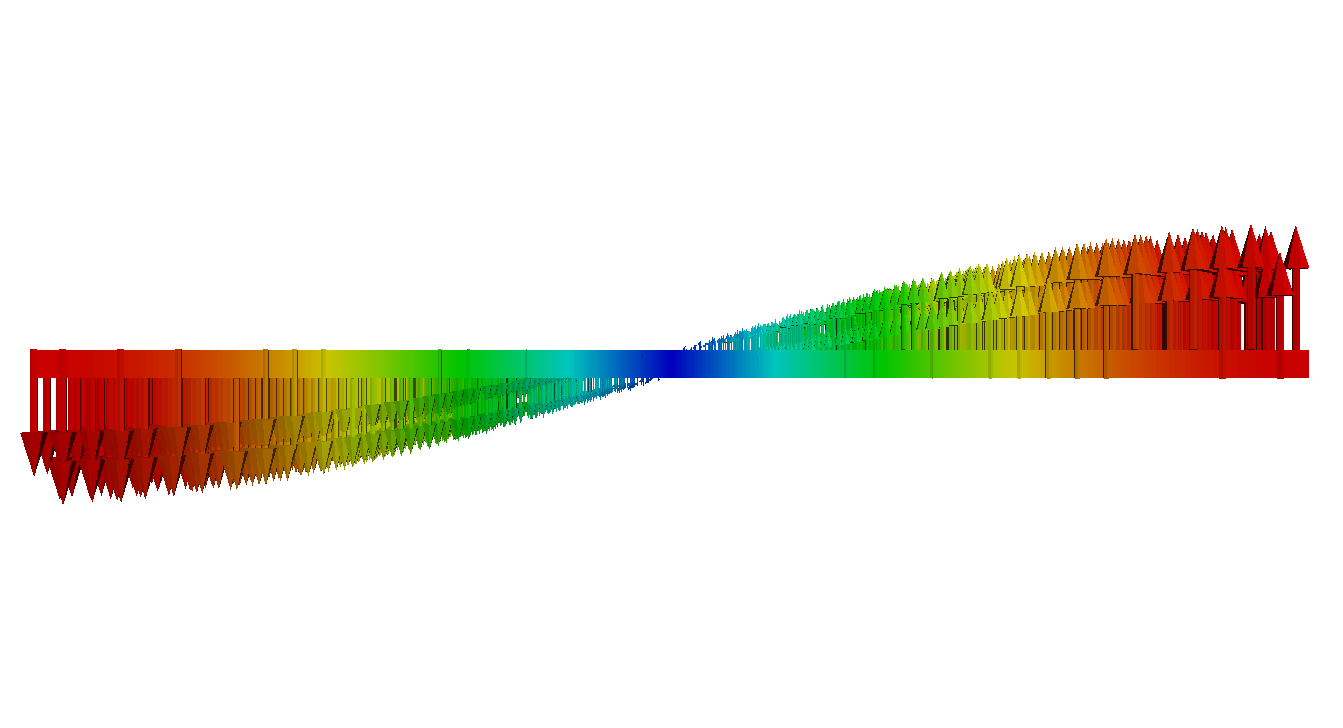

## اقرأ أيضاً
- رادار دوبلر
- النظر لأسفل
- نظام رادار كولشوغا
- الضجيج المزيف
- هرتز
- تأثير دوبلر
- ميسترام